# Edane
Edane – miejscowość (tätort) w Szwecji, w regionie administracyjnym (län) Värmland, w gminie Arvika.
Według danych Szwedzkiego Urzędu Statystycznego liczba ludności wyniosła: 666 (31 grudnia 2015), 678 (31 grudnia 2018) i 678 (31 grudnia 2019).